# Nectophryne
Genre
Nectophryne est un genre d'amphibiens de la famille des Bufonidae.

## Répartition
Les deux espèces de ce genre se rencontrent au Nigéria, au Cameroun, au Gabon, dans le nord-est de la République démocratique du Congo et en Guinée équatoriale.

## Liste des espèces
Selon Amphibian Species of the World (16 avril 2013) :
- Nectophryne afra Buchholz & Peters, 1875
- Nectophryne batesii Boulenger, 1913

## Publication originale
- Peters, 1875 : Über die von Herrn Professor Dr. R. Buchholz in Westafrika gesammelten Amphibien. Monatsberichte der Königlich preussischen Akademie der Wissenschaften zu Berlin, vol. 1875, p. 196-212 (texte intégral).